# Ernest Joyce
Ernest Edward Mills Joyce (Bognor Regis, 1875 – Londra, 2 maggio 1940) è stato un esploratore e navigatore britannico.
Ha partecipato a tre spedizioni antartiche svoltesi durante i primi 20 anni del XX secolo.
Viene descritto dalle cronache come un personaggio coraggioso e capace di risolvere problemi in condizioni difficili con notevoli capacità di leadership, ma anche una persona attenta ai riconoscimenti in denaro e di lui si ricorda la repentina partenza dalla spedizione Aurora comandata da Douglas Mawson. I suoi libri sulle spedizioni a cui ha partecipato sono considerati auto-celebrativi ed inaccurati, mentre Roland Huntford lo descrive come "uno strano miscuglio di frode, allegria ed abilità". Joyce è dunque una figura assai controversa.

## Spedizione Discovery 1901-1904
Nell'ottobre 1901 Joyce si trovava a Città del Capo come marinaio scelto a bordo della HMS Gibraltar quando ha l'opportunità di prendere parte alla prima spedizione antartica di Robert Falcon Scott. Come membro dell'equipaggio della nave non era previsto che Joyce potesse scendere sul continente antartico, ma dopo che la nave RRS Discovery è bloccata dalla banchisa, Joyce ha la sua prima esperienza di guida di slitta. Tra i compagni di spedizione vi è Ernest Shackleton su cui fa una buona impressione e Frank Wild. Nelle sue prime esplorationi Joyce scala il monte Erebus sull'isola di Ross. Al termine della missione torna a far parte della Royal Navy e viene promosso ad ufficiale.

## Spedizione Nimrod 1907-1909
Shackleton recluta Joyce come addestratore dei cani e gestore delle slitte della missione. Per poter partecipare Joyce acquista il congedo dalla marina, e negli anni seguenti chiederà a Shackleton di essere ricompensato come promesso per questa rinuncia, ma senza successo.
Nei primi mesi dopo lo sbarco a capo Royds sull'isola di Ross, Joyce esplora la barriera di Ross con le slitte. Shackleton voleva Joyce nel gruppo diretto al polo Sud, ma il medico della spedizione, Eric Marshall, lo sconsiglia. Marshall trova Joyce in uno stato fisico non ottimale e lo descrive come non intelligente, pieno di risentimento ed incompatibile. Joyce accompanga dunque il gruppo di Shackleton sino all'altezza della scogliera Minna e nei mesi seguenti superivisiona la realizzazione di depositi lungo la barriera, ad uso degli esploratori sulla via del ritorno.
Shackleton ed il suo gruppo ritornò alla Nimrod l'ultimo giorno utile prima della partenza, dopo aver raggiunto un nuovo Farthest South a 88°23′S 162°00′E. Joyce era pronto a restare a terra per aspettare il gruppo di Shackleton o condividerne il destino. La Nimrod raggiunse Londra nel settembre 1909 e venne organizzata, con il coordinamento di Joyce, una mostra galleggiante sui reperti recuperati in Antartide. Joyce, adesso disoccupato, cerca di unirsi ad un'altra spedizione.

## Spedizione Aurora 1911
Le rivalità tra Shackleton e Scott fecero sì che ne' Joyce ne' Wild vennero chiamati a far parte della spedizione Terra Nova. Comunque riuscirono ad arruolarsi in una spedizione scientifica diretta dal geologo australiano Douglas Mawson, la spedizione Aurora. Mawson aveva intenzione di operare in un settore antartico diverso da Scott, e non aveva ambizioni polari. Joyce si diresse in Danimarca per acquistare i cani necessari per la spedizione, e poi viaggiò con loro sino in Tasmania. A quel punto, per ragioni non chiare, abbandonò la spedizione. Riffenbaugh afferma che venne licenziato, ma non fornisce alcuna spiegazione. Joyce resta comunque in Australia dove trova lavoro presso il porto di Sydney.

## Spedizione Endurance 1914-1917
Quando Shackleton inizia ad organizzare la sua spedizione trans-antartica, Joyce viene incluso nel gruppo del mare di Weddell.. Tuttavia, Joyce viene successivamente assegnato al gruppo del mare di Ross dove, al comando di un altro veterano della spedizione Nimrod, Æneas Mackintosh, si imbarca sulla nave Aurora con il compito di installare diversi depositi di provviste ad uno dello stesso Shackleton in arrivo dall'altro lato del continente. A Joyce viene assegnato il controllo di tutte le operazioni che riguardano le slitte, fatto che comporterà diversi attriti con Mackintosh. Poco dopo lo sbarco sul continente una tempesta rompe gli ormeggi dell'Aurora lasciando Joyce con altri nove compagni isolati sul continente Antartico. Decisi comunque a portare a termine la loro missione, Æneas Mackintosh, Arnold Spencer-Smith e Victor Hayward trovano la morte sul continente. Gli altri sono recuperati dallo stesso Shackleton soltanto nel 1917.